# Обитателят на мрака
Обитателят на мрака (на английски: The Haunter of the Dark) е разказ от Хауърд Лъвкрафт през ноември 1935 година и публикуван от списание „Weird Tales“ през декември 1936 г.
Разказът е публикуван в България за първи път в сборника „Зовът на Ктхулу“ на ИГ „България“ през 2006 г.

## Сюжет
Внимание:  Текстът по-долу разкрива сюжета на произведението (или части от него)!
Действието на разказа се развива през 1930-те години. Главният герой – младият писател и журналист Робърт Блейк, пристига в американския град Провидънс. Скоро е впечатлен от изоставена старинна църква в неоготически стил, чиято камбанария се вижда от прозореца му. Безуспешно се опитва да събере информация за нея от местните жители, но все пак успява да разбере, че църквата е изоставена преди десетилетия, след като е била обладана от нечисти сили.
Робърт Блейк решава самостоятелно да изследва тайнствената църква. Той прониква в нея и открива следи от практикуването на сатанински култ, както и много забранени книги, сред които „Некрономикон“ и „De Vermis Mysteriis“. В камбанарията Блейк намира човешки скелет и странен каменен трапецоедър, който отключва неизвестни сили.
След няколко дни, по време на силна буря, разразила се над града, спира електричеството, и местните жители виждат, как от камбанарията на изоставената църква, се надига тъмна безформена маса и се насочва на изток. На следващия ден Робърт Блейк е намерен мъртъв. Сред книжата му намират бележки за историята на Сияещия трапецоедър, както и предсмъртна записка, в която се споменават имената на злите създания Азатот и Нярлатотех.